# تيبو بينو
تيبو بينو (بالفرنسية: Thibaut Pinot)‏ مواليد 29 مايو 1990 في سون العليا، فرنسا، هو دراج فرنسي وهو اختصاصي تسلق في صنف سباق الدراجات على الطريق.

## سجل النتائج

### المراكز
- حقق المركز الـ 10 في سباق طواف فرنسا 2012
- حقق المركز الـ 4 في طواف سويسرا 2013
- حقق المركز الـ 7 في طواف إسبانيا 2013
- حقق المركز الـ 3 في سباق طواف فرنسا 2014
- حقق المركز الـ 9 في طواف إقليم الباسك 2014
- حقق المركز الـ 4 في طواف سويسرا 2015
- حقق المركز الـ 10 في طواف إقليم الباسك 2015

### سباقات أو مراحل فاز بها
| التاريخ        | السباق                                   | المركز                                                                                            |
| -------------- | ---------------------------------------- | ------------------------------------------------------------------------------------------------- |
| 30 أغسطس 2009  | Tour de la Vallée d'Aoste 2009           | الفائز في التصنيف العام                                                                           |
| 14 أغسطس 2010  | طواف أين 2010                            | العاشر في تصنيف النقاط، الثاني في تصنيف أفضل شاب، الثالث في تصنيف الجبال، الخامس في التصنيف العام |
| 01 مايو 2011   | طواف تركيا 2011                          |                                                                                                   |
| 31 يوليو 2011  | 2011 Tour Alsace                         | الفائز في التصنيف العام                                                                           |
| 13 أغسطس 2011  | طواف أين 2011                            | الثاني في تصنيف الجبال، الثاني في تصنيف النقاط، الثالث في تصنيف أفضل شاب                          |
| 16 أغسطس 2011  | طواف فيرزين 2011                         |                                                                                                   |
| 14 مارس 2012   | تيرينو ادرياتيكو 2012                    | الثامن في تصنيف أفضل شاب                                                                          |
| 29 أبريل 2012  | طواف روماندي 2012                        | الثاني في تصنيف أفضل شاب                                                                          |
| 22 يوليو 2012  | سباق طواف فرنسا 2012                     | العاشر في التصنيف العام، الثاني في تصنيف أفضل شاب، الثامن في تصنيف الجبال                         |
| 11 أغسطس 2012  | طواف أين 2012                            | العاشر في تصنيف أفضل شاب، الثاني في تصنيف الجبال، الرابع في تصنيف النقاط                          |
| 28 أبريل 2013  | طواف روماندي 2013                        | الثاني في تصنيف أفضل شاب                                                                          |
| 27 يوليو 2014  | سباق طواف فرنسا 2014                     | الأول في تصنيف أفضل شاب، الثالث في التصنيف العام، الرابع في تصنيف الجبال                          |
| 01 يناير 2015  | طواف لايغويليا 2014                      |                                                                                                   |
| 03 مايو 2015   | طواف روماندي 2015                        | الأول في تصنيف أفضل شاب، الرابع في التصنيف العام                                                  |
| 01 يناير 2016  | طواف لايغويليا 2016                      | الفائز في التصنيف العام                                                                           |
| 23 يونيو 2016  | بطولة فرنسا لسباق الدراجات ضد الزمن 2016 | الفائز في التصنيف العام                                                                           |
| 12 أغسطس 2017  | طواف أين 2017                            | الفائز في التصنيف العام                                                                           |
| 20 أبريل 2018  | جيرو ديل ترينتينو 2018                   | الفائز في التصنيف العام                                                                           |
| 10 أكتوبر 2018 | ميلانو-تورينو 2018                       | الفائز في التصنيف العام                                                                           |
| 13 أكتوبر 2018 | طواف لومبارديا 2018                      | الفائز في التصنيف العام                                                                           |
| 24 فبراير 2019 | طواف هوت فار 2019                        | الفائز في التصنيف العام                                                                           |
| 26 مايو 2019   | طواف أين 2019                            | الفائز في التصنيف العام                                                                           |
| 15 أبريل 2023  | تور دو جورا - فرنسا 2023                 |                                                                                                   |
| 16 أبريل 2023  | طواف دوبس 2023                           |                                                                                                   |
| 28 مايو 2023   | طواف إيطاليا 2023                        | الأول في تصنيف الجبال، الخامس في التصنيف العام                                                    |

## روابط خارجية
- تيبو بينو على موقع الاتحاد الدولي للدراجات (الإنجليزية)
- تيبو بينو على موقع أرشيف الدراجات (الإنجليزية)
- تيبو بينو على موقع إحصائيات الدراجات الإحترافية (الإنجليزية)
- تيبو بينو على موقع نسبة الدراجات (الإنجليزية)
- تيبو بينو على موقع CycleBase (الإنجليزية)
- تيبو بينو على موقع AS.com (الإسبانية)